# 4. etape af Giro d'Italia 2018
4. etape af Giro d'Italia 2018 gik fra Catania på Sicilien til Caltagirone 8. maj 2018. 
Tim Wellens vandt etapen.

## Etaperesultater
| \| Etaperesultat \| Etaperesultat \| Etaperesultat \| Etaperesultat \| Etaperesultat \| \| Rytter \| Rytter \| Hold \| Tid \| \| \| ------------- \| ------------------ \| ------------------------- \| ------------- \| ------------- \| \| 1. \| Tim Wellens \| Lotto-Soudal \| 5t 17' 34" \| \| \| 2. \| Michael Woods \| EF Education First-Drapac \| + 0" \| \| \| 3. \| Enrico Battaglin \| LottoNL-Jumbo \| + 0" \| \| \| 4. \| Simon Yates \| Mitchelton-Scott \| + 0" \| \| \| 5. \| Davide Formolo \| Bora-Hansgrohe \| + 0" \| \| \| 6. \| Roman Kreuziger \| Mitchelton-Scott \| + 4" \| \| \| 7. \| Patrick Konrad \| Bora-Hansgrohe \| + 4" \| \| \| 8. \| Luis León Sánchez \| Astana \| + 4" \| \| \| 9. \| Domenico Pozzovivo \| Bahrain-Merida \| + 4" \| \| \| 10. \| Esteban Chaves \| Mitchelton-Scott \| + 4" \| \| |                    |                           |            |
| |                    |                           |            |
| Kilde: ProCyclingStats |                    |                           |            |
| Etaperesultat |                    |                           |            |
| Rytter | Rytter             | Hold                      | Tid        |
| 1. | Tim Wellens        | Lotto-Soudal              | 5t 17' 34" |
| 2. | Michael Woods      | EF Education First-Drapac | + 0"       |
| 3. | Enrico Battaglin   | LottoNL-Jumbo             | + 0"       |
| 4. | Simon Yates        | Mitchelton-Scott          | + 0"       |
| 5. | Davide Formolo     | Bora-Hansgrohe            | + 0"       |
| 6. | Roman Kreuziger    | Mitchelton-Scott          | + 4"       |
| 7. | Patrick Konrad     | Bora-Hansgrohe            | + 4"       |
| 8. | Luis León Sánchez  | Astana                    | + 4"       |
| 9. | Domenico Pozzovivo | Bahrain-Merida            | + 4"       |
| 10. | Esteban Chaves     | Mitchelton-Scott          | + 4"       |

## Samlet
| \| Samlede stilling \| Samlede stilling \| Samlede stilling \| Samlede stilling \| Samlede stilling \| \| Rytter \| Rytter \| Hold \| Tid \| \| \| ---------------- \| --------------------- \| ----------------- \| ---------------- \| ---------------- \| \| 1. \| Rohan Dennis \| BMC Racing Team \| 14t 23' 08" \| \| \| 2. \| Tom Dumoulin \| Team Sunweb \| + 1" \| \| \| 3. \| Simon Yates \| Mitchelton-Scott \| + 17" \| \| \| 4. \| Tim Wellens \| Lotto-Soudal \| + 19" \| \| \| 5. \| Pello Bilbao \| Astana \| + 25" \| \| \| 6. \| Maximilian Schachmann \| Quick-Step Floors \| + 28" \| \| \| 7. \| Domenico Pozzovivo \| Bahrain-Merida \| + 28" \| \| \| 8. \| Thibaut Pinot \| Groupama-FDJ \| + 34" \| \| \| 9. \| Patrick Konrad \| Bora-Hansgrohe \| + 35" \| \| \| 10. \| Carlos Betancur \| Movistar Team \| + 35" \| \| |                       |                   |             |
| |                       |                   |             |
| Kilde: ProCyclingStats |                       |                   |             |
| Samlede stilling |                       |                   |             |
| Rytter | Rytter                | Hold              | Tid         |
| 1. | Rohan Dennis          | BMC Racing Team   | 14t 23' 08" |
| 2. | Tom Dumoulin          | Team Sunweb       | + 1"        |
| 3. | Simon Yates           | Mitchelton-Scott  | + 17"       |
| 4. | Tim Wellens           | Lotto-Soudal      | + 19"       |
| 5. | Pello Bilbao          | Astana            | + 25"       |
| 6. | Maximilian Schachmann | Quick-Step Floors | + 28"       |
| 7. | Domenico Pozzovivo    | Bahrain-Merida    | + 28"       |
| 8. | Thibaut Pinot         | Groupama-FDJ      | + 34"       |
| 9. | Patrick Konrad        | Bora-Hansgrohe    | + 35"       |
| 10. | Carlos Betancur       | Movistar Team     | + 35"       |

| Pointkonkurrence | Pointkonkurrence | Pointkonkurrence              | Pointkonkurrence | Pointkonkurrence |
| Rytter           | Rytter           | Hold                          | Point            |                  |
| ---------------- | ---------------- | ----------------------------- | ---------------- | ---------------- |
| 1.               | Elia Viviani     | Quick-Step Floors             | 130 point        |                  |
| 2.               | Sacha Modolo     | EF Education First-Drapac     | 55 point         |                  |
| 3.               | Jakub Mareczko   | Wilier Triestina-Selle Italia | 53 point         |                  |
| 4.               | Sam Bennett      | Bora-Hansgrohe                | 50 point         |                  |
| 5.               | Guillaume Boivin | Israel Cycling Academy        | 48 point         |                  |
| 6.               | Marco Frapporti  | Androni Giocattoli-Sidermec   | 40 point         |                  |
| 7.               | Rohan Dennis     | BMC Racing Team               | 32 point         |                  |
| 8.               | Tim Wellens      | Lotto-Soudal                  | 25 point         |                  |
| 9.               | Davide Ballerini | Androni Giocattoli-Sidermec   | 20 point         |                  |
| 10.              | Michael Woods    | EF Education First-Drapac     | 20 point         |                  |

| Ungdomskonkurrence | Ungdomskonkurrence    | Ungdomskonkurrence          | Ungdomskonkurrence | Ungdomskonkurrence |
| Rytter             | Rytter                | Hold                        | Tid                |                    |
| ------------------ | --------------------- | --------------------------- | ------------------ | ------------------ |
| 1.                 | Maximilian Schachmann | Quick-Step Floors           | 14t 23' 36"        |                    |
| 2.                 | Valerio Conti         | UAE Team Emirates           | + 25"              |                    |
| 3.                 | Sam Oomen             | Team Sunweb                 | + 32"              |                    |
| 4.                 | Ben O'Connor          | Dimension Data              | + 39"              |                    |
| 5.                 | Richard Carapaz       | Movistar Team               | + 40"              |                    |
| 6.                 | Miguel Ángel López    | Astana                      | + 46"              |                    |
| 7.                 | Felix Großschartner   | Bora-Hansgrohe              | + 49"              |                    |
| 8.                 | Mads Würtz Schmidt    | Katusha-Alpecin             | + 1' 07"           |                    |
| 9.                 | Fausto Masnada        | Androni Giocattoli-Sidermec | + 1' 18"           |                    |
| 10.                | Krists Neilands       | Israel Cycling Academy      | + 2' 18"           |                    |

| Bjergkonkurrence | Bjergkonkurrence | Bjergkonkurrence              | Bjergkonkurrence | Bjergkonkurrence |
| Rytter           | Rytter           | Hold                          | Point            |                  |
| ---------------- | ---------------- | ----------------------------- | ---------------- | ---------------- |
| 1.               | Enrico Barbin    | Bardiani CSF                  | 11 point         |                  |
| 2.               | Marco Frapporti  | Androni Giocattoli-Sidermec   | 7 point          |                  |
| 3.               | Guillaume Boivin | Israel Cycling Academy        | 3 point          |                  |
| 4.               | Jacopo Mosca     | Wilier Triestina-Selle Italia | 2 point          |                  |
| 5.               | Davide Ballerini | Androni Giocattoli-Sidermec   | 1 point          |                  |

| Holdkonkurrence | Holdkonkurrence             | Holdkonkurrence | Holdkonkurrence |
| Hold            | Hold                        | Tid             |                 |
| --------------- | --------------------------- | --------------- | --------------- |
| 1.              | Mitchelton-Scott            | 43t 11' 24"     |                 |
| 2.              | Astana                      | + 0"            |                 |
| 3.              | Bora-Hansgrohe              | + 16"           |                 |
| 4.              | Movistar Team               | + 18"           |                 |
| 5.              | UAE Team Emirates           | + 23"           |                 |
| 6.              | Sky                         | + 45"           |                 |
| 7.              | Groupama-FDJ                | + 49"           |                 |
| 8.              | Katusha-Alpecin             | + 57"           |                 |
| 9.              | Team Sunweb                 | + 1' 07"        |                 |
| 10.             | Androni Giocattoli-Sidermec | + 1' 50"        |                 |